# Salix neoamnematchinensis
Salix neoamnematchinensis — вид квіткових рослин із родини вербових (Salicaceae).

## Морфологічна характеристика
Це кущ до 1 метрів заввишки. Гілки пурпурно-червоні; молоді гілочки коричнево-зелені чи жовто-червоні. Листкова ніжка 1–4 мм; листкова пластинка зворотно-ланцетна або вузько обернено-яйцювато-видовжена, 8–15(30) × 6–8 мм, абаксіально (низ) зеленувата, гола, абаксіально зелена, біло запушена, край цільний, верхівка загострена. Чоловіча сережка ≈ 8 × 3 мм. Жіноча сережка яйцеподібна, ≈ 5 мм, ≈ 1 см у плоді. Жіноча квітка: зав'язь конічна. Коробочка волосиста.

## Середовище проживання
Цинхай. Населяє гірські схили; на висотах 2700–3700 метрів.